# Kumanovo
Kumanovo er by i den nordlige del af Makedonien og ligger på en højde af 342 m over havets overflade, 40 km fra hovedstaden Skopje og omkring 20 km fra Tabanovce, som er grænsen til Serbien. Dette er en multietnisk by hvor størstedelen af indbyggerne er makedonere, som lever side om side med albanere, serbere, tyrkere og romaer.
Den serbiske hær slog tyrkerne ved byen under den 1. Balkankrig i 1912.
Kumanovo er kendt som byen, hvor indbyggerne (straks efter indbyggerne i Prilep) startede oprøret mod den tyske og bulgarske besættelsesmagt den 11. oktober 1941.